# TDCSドンタップFC
TDCSドンタップFC（英: TDCS Dong Thap Football Club, ベトナム語: Câu lạc bộ bóng đá Tập đoàn Cao su Đồng Tháp）は、1976年に創設されたベトナムのドンタップ省カオランをホームタウンとするサッカークラブ。

## 歴史
1996シーズンのVリーグで2回目の優勝を果たし、アジアクラブ選手権1997-98に出場した。
2008年、カオスー・グループの支援を受け、セミプロフェッショナルクラブチームになった。クラブ名をTDCSドンタップFCに改称した2008シーズンはファーストディヴィジョンで3位になり、入れ替え戦でVリーグ12位のビンディンFCに1-0で勝利して昇格を決めた。2010年8月、プロフェッショナルクラブチームになった。

## タイトル
- Vリーグ 優勝 (2) : 1989, 1996

## 過去の成績
- 2008 ファーストディヴィジョン : 3位 (昇格)
- 2009 Vリーグ : 5位
- 2010 Vリーグ : 3位
- 2011 Vリーグ : 5位
- 2012 Vリーグ : 13位 (降格)
- 2013 Vリーグ2 : 4位
- 2014 Vリーグ2 : 優勝 (昇格)

## アジアでの成績
| 年度    | 大会               | ラウンド      | 対戦クラブ                         | ホーム | アウェー | 合計    |
| ------- | ------------------ | ------------- | ---------------------------------- | ------ | -------- | ------- |
| 1997-98 | アジアクラブ選手権 | 東アジア1回戦 | チャーチル・ブラザーズSC           | 1-1    | 1-0      | 2-1     |
| 1997-98 | アジアクラブ選手権 | 東アジア2回戦 | ファイナンス・アンド・レベニューFC | 3-4    | 1-0      | 4-4 (a) |

## 歴代所属選手
- ピパット・トンカンヤー 2005-2006